# 志賀桿菌病
志賀桿菌病（Shigellosis），也稱為桿菌性痢疾（bacillary dysentery）、細菌性痢疾，是一種傳染病，因為攝食了遭志賀氏菌污染的食物或飲水，引發食物中毒。特徵是出血性腹瀉。肠道出血性大肠杆菌也可分泌志贺氏菌毒素，造成类似疾病，也同样可能恶化成溶血尿毒症综合征。

## 致病源
志賀氏菌是一種革蘭氏陰性桿菌，無鞭毛無運動性，有致病性。

## 傳染源
帶菌者是人類，但靈長類也發生過集體感染事件。

## 傳染方式
直接或間接食用被病人或帶菌者糞便污染物而感染，少數病菌(10-100個)亦可能造成感染。

## 潛伏期
一至三天，有時可達一星期。

## 傳染期
發病約一個月內。從急性期到糞便中無病菌為止。無症狀帶菌者也會傳染，需要注意的是帶菌狀態可能會持續數月之久。適當的抗生素治療可縮短傳染病在一星期之內(1)。

## 致病原因
志賀氏菌引起之感染，限於腸胃道，很少侵入血液。志賀菌附著在腸上皮細胞，破壞腸黏膜而造成潰瘍。癒合後形成疤痕，可能會導致腸阻塞(4,5)。

## 預防
傳播途徑經由食物、糞便、手及蒼蠅等。此外，肛交也會傳染志賀氏桿菌，又稱為「性傳播志賀菌病」(6)，原因是肛交後觸碰糞便並且未注意個人清潔攝入細菌造成。因此需注意環境以及個人衛生。如果確診志賀桿菌，病人須隔離直到糞便培養為陰性。在大範圍流行時，須採取預防性投藥(1,2)。